# Orto botanico dell'Università di Gottinga

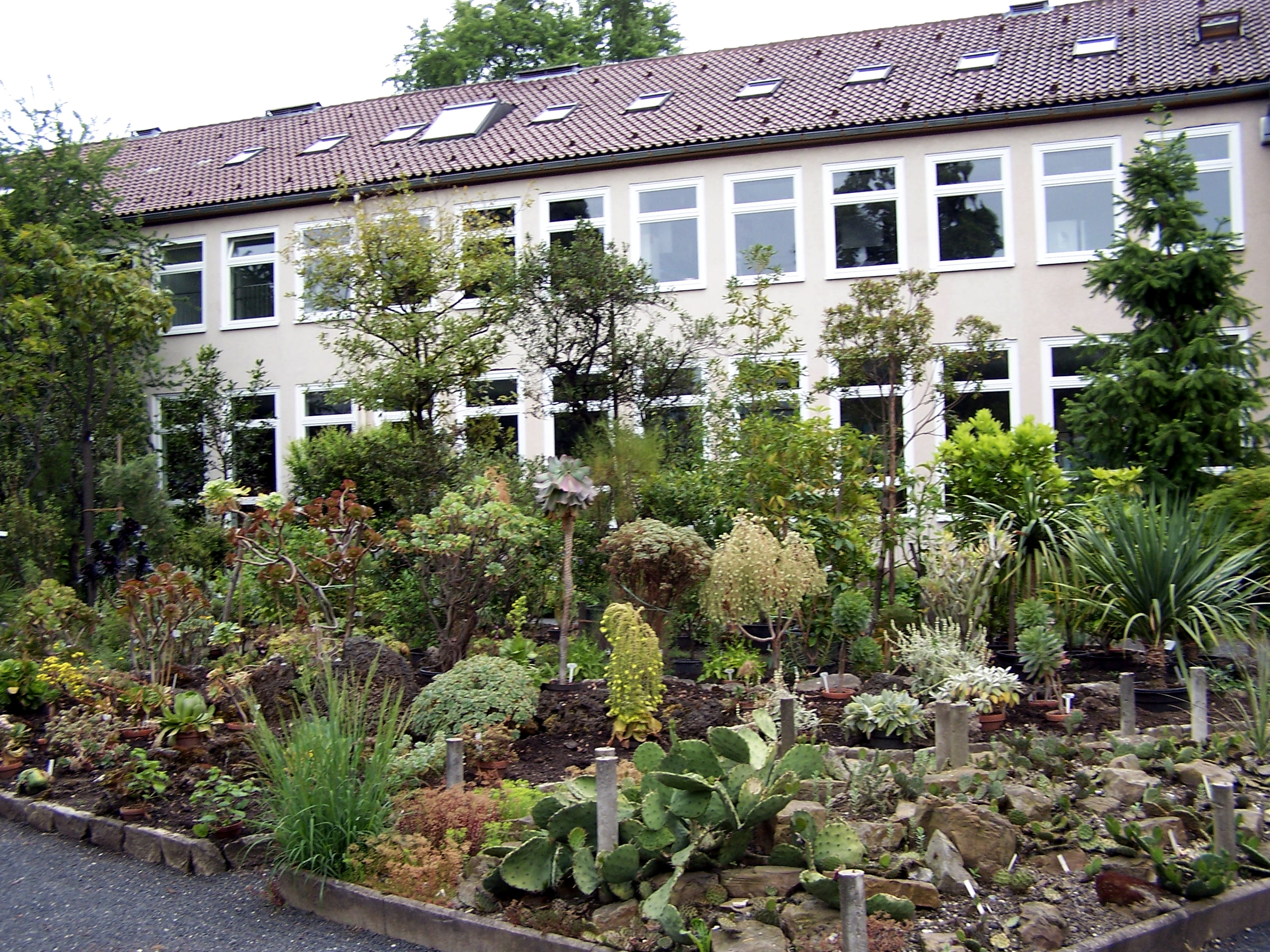
La collezione delle Piante succulente.

L'Orto botanico dell'Università di Gottinga è un orto botanico storico curato dall'Università di Gottinga, nella Bassa Sassonia, in Germania.
Nel giardino sono rappresentate 14.000 specie.

## Storia
Il giardino fu fondato nel 1736 da Albrecht von Haller (1708-1777) come hortus medicus, e gradualmente si estese attraverso piantagioni adiacenti dentro e fuori le mura della città.
Nel 1806 il giardino aveva una serra tropicale, un'orangerie e una serra delle cicadae; a queste si aggiunsero nel 1830 una serra per le aracee e nel 1857 un'altra orangerie (trasformata nel 1910 in un recinto di felci).
Sebbene la collezione di piante tropicali sia stata distrutta durante la seconda guerra mondiale, è stata restaurata nel dopoguerra e ampliata con un'importante collezione di piante selvatiche provenienti dall'Europa centrale.
Nel 1967, quando la facoltà di scienze naturali dell'università iniziò il suo trasferimento nella parte settentrionale del centro città, vi furono istituiti due nuovi giardini botanici (il Neuer Botanischer Garten der Universität Göttingen e il Forstbotanischer Garten und Arboretum), ma il vecchio giardino è rimasto sul suo sito.
In uno dei cambiamenti più recenti, il suo giardino sistematico è stato convertito tra il 2003 e il 2007 da una struttura tassonomica secolare a un'esposizione contemporanea di genetica molecolare.
Alcuni nomi associati a questa istituzione:
- Gustav Albert Peter (1853-1937) direttore dal 1888 al 1923.
- Carl Bonstedt (1866-1953), ispettore dei giardini dal 1900 al 1931.
- Herold Georg Wilhelm Johannes Schweickerdt (1903-1977), ispettore dei giardini dal 1940 al 1964.

## Collezioni
Il giardino contiene attualmente circa 17.500 accessioni che rappresentano circa 14.000 specie, il che lo rende una delle più grandi e significative collezioni scientifiche di piante in Germania. Contiene importanti collezioni di:
- Bromelie, con circa 1.500 specie e varietà, tra cui 500 specie di Tillandsia,
- Cactus, con circa 1.500 specie,
- Felci, con circa 550 specie, tra cui alcune delle felci più rare dell'Europa centrale),
- Piante acquatiche di stagni e paludi con circa 300 specie, muschi con 100 specie.
- Muschi con 100 specie.

Le sue aree espositive più importanti comprendono:
- Giardino sistematico, con 1.200 specie
- Arboreto
- Stagno
- Giardino roccioso
- Raccolta di piante medicinali
- Raccolta di erbacce.
- Le otto serre ospitano bromelie, orchidee, piante carnivore, piante della foresta pluviale, piante acquatiche tropicali, cycas, aroidi, cactus e altre piante grasse e felci.

Tre tunnel sotto le mura della città collegano le sezioni interne ed esterne del giardino botanico.
Numerose aree del giardino sono rimaste immutate per un secolo, attirando una ricca fauna di insetti, rettili e anfibi.